# Široký Důl
Široký Důl é uma comuna checa localizada na região de Pardubice, distrito de Svitavy.